# أرنولد بيلجاردت
أرنولد بيلجاردت (بالروسية: Арнольд Артурович Бельгардт) مواليد 29 يناير 1937 في سانت بطرسبرغ، هو دراج روسي سابق. سبق أن شارك في دورة الألعاب الأولمبية الصيفية وفاز بميدالية أولمبية.

## الميداليات
| الميدالية | المسابقة                       |
| --------- | ------------------------------ |
| برونزية   | الألعاب الأولمبية الصيفية 1960 |

## وصلات خارجية
- أرنولد بيلجاردت على موقع أرشيف الدراجات (الإنجليزية)
- أرنولد بيلجاردت على موقع أوليمبيديا (الإنجليزية)
- أرنولد بيلجاردت  على موقع SportsReference  - سبورتس رفرنس